# Rodion Akulszyn
Rodion Michajłowicz Akulszyn (Bieriozow), (ros. Родион Михайлович Акульшин (Березов); ur. 27 marca 1896 roku we wsi Wiłowatoje w guberni samarskiej, zm. 25 czerwca 1988 roku w Ashford) – radziecki pedagog, publicysta i pisarz, propagandysta Rosyjskiej Armii Wyzwoleńczej podczas II wojny światowej, emigrant.
W 1915 roku ukończył seminarium pedagogiczne, po czym uczył w szkole wiejskiej. W 1917 roku rozpoczął działalność publicystyczną. W 1923 roku zamieszkał w Moskwie, gdzie został wykładowcą w wyższym instytucie literacko-artystycznym im. W.J. Briusowa. Należał do grupy literackiej „Pieriewał”. Pisał artykuły do wielu gazet i czasopism, jak „Mołodaja gwardija”, „Pieriewał”, „Nowyj mir”. Był autorem zbiorów opowiadań pt. „O czem szeptut diriewja” (1925), „Razwiazannyje snopy” (1927), „Zołotyje rabotniki” (1930) i „Wiesna” (1937) oraz zbiorów poezji pt. „Czastuszki” (1926-1929) i „Lubimyj piesiennik” (1929). Po ataku wojsk niemieckich na ZSRR 22 czerwca 1941 roku został zmobilizowany do Armii Czerwonej. Wkrótce dostał się do niewoli niemieckiej. Podjął kolaborację z okupantami. Pracował w oddziale propagandy Rosyjskiej Armii Wyzwoleńczej (ROA). Po zakończeniu wojny przebywał w obozie dla dipisów, po czym wyemigrował do USA, gdzie zamieszkał w San Francisco. Przyjął nazwisko Bieriozow. Napisał kolejne opowieści (m.in. „Dożd´ i slezy” (1951), „Russkoje sierdce” (1954), „Krasota” (1963), „Razdumja” (1966). W 1978 roku opublikował zbiór nowel autobiograficznych pt. „Lebiedinaja piesnia”.